# Морнарички истражитељи (13. сезона)
Тринаеста сезона амерички полицијо-процедуралне драме Морнарички истражитељи је емитована од 22. септембра 2015. до 17. маја 2016. године на каналу ЦБС у истом термину као и претходне сезоне, уторком у 20 часова.
Радња серије се врти око измишљене екипе посебних агената Морнаричко-злочинско истражитељске службе која води кривичне истраге у које су укључени америчка морнарица и војници. Серију је ЦБС обновио за тринаесту сезону у понедељак 11. маја 2015. Дана 29. фебруара 2016. серија је обновљена за четрнаесту и петнаесту сезону.

## Опис
Мајкл Ведерли који у серији игра Ентонија Диноза напустио је серију на крају сезоне.

## Улоге

### Главне
- Марк Хармон као Лерој Џетро Гибс
- Мајкл Ведерли као Ентони Динозо мл.
- Поли Перет као Ебигејл Шуто
- Шон Мареј као Тимоти Мекги
- Брајан Дицен као Џејмс Палмер
- Емили Викершом као Еленор Бишоп
- Роки Керол као Леон Венс
- Дејвид Мекалум као др. Доналд Малард

### Епизодне
- Двејн Хенри као Клејтон Ривс (Епизодe 23-24)

## Епизоде
| Бр. у серији | Бр. у сезони | Назив                          | Редитељ           | Сценариста                                                       | Пpемијерно емитовање | Пpод. код | Бр. гледалаца (у милионима) |
| --- | ------------ | ------------------------------ | ----------------- | ---------------------------------------------------------------- | -------------------- | --------- | --------------------------- |
| 283 | 1            | "Зауставити крварење (4. део)" | Тони Вармби       | Гери Гласберг и Скот Вилијамс                                    | 22. септембар 2015.  | 1301      | 18.19                       |
| Након што је Гибс упуцан, доведен је на брод Данијел Вебстер где га лечи војни лекар Сирил Тафт. Док екипа чека вести о Гибсовом тренутном стању, Динозо и официрка ЦИА-е Џоана Тиг путују у Кину да разоружају "Позив". Гибс на крају преживљава операцију и враћа се на дужност и оформљује јако пријатељство се са др. Тафтом док Тони лично проналази и убија вођу "Позива" Данијела Бада. Током свега овога, "Позив" обмањује Сједињене Државе да поверују да Северна Кореја намерава да запали Трећи светски рат лансирањем нуклеарне бојеве главе са једне од својих подморница класе Синпо. |              |                                |                   |                                                                  |                      |           |                             |
| 284 | 2            | "Слободан дан"                 | Теренс О’Хара     | Ђина Лучита Монтреал                                             | 29. септембар 2015.  | 1302      | 16.53                       |
| Гибс даје задатак екипи да помаже агенту УСД-а Луису Мичелу на нерешеном случају препродавца дроге док Динозо открива да Мичел и Гибс деле трагичну прошлост. |              |                                |                   |                                                                  |                      |           |                             |
| 285 | 3            | "Инкогнито"                    | Џејмс Вајтмор мл. | Џорџ Шенк и Френк Кардеа                                         | 6. октобар 2015.     | 1303      | 16.87                       |
| Када је војник који је имао податке о случају пронађен мртав, екипа МЗИС-а истражује, а Мeкги и Бишопова иду на тајни задатак као војни пар. |              |                                |                   |                                                                  |                      |           |                             |
| 286 | 4            | "Велика невоља"                | Денис Смит        | Кристофер Џ. Вејлд                                               | 13. октобар 2015.    | 1304      | 16.04                       |
| Кад је случај убиства повезан са бившим агентом МЗИС-а кога је директор Венс ухапсио због крађе доказа пре неколико година, он се уортачује са Гибсом и враћа на теренску дужност и схвата зашто је одлучио да одустане од тога. |              |                                |                   |                                                                  |                      |           |                             |
| 287 | 5            | "Закључана"                    | Бетани Руни       | Стивен Д. Бајндер                                                | 20. октобар 2015.    | 1305      | 17.21                       |
| Еби је заробљена са скоро никаквом везом са спољним светом док је била у посети апотекарској лабораторији током истраге убиства након што су наоружани људи упали у зграду и узели све за таоце. |              |                                |                   |                                                                  |                      |           |                             |
| 288 | 6            | "Вирус"                        | Роки Керол        | Џенифер Корбет                                                   | 27. октобар 2015.    | 1306      | 16.81                       |
| Екипа МЗИС-а мора да открије да ли је убијени подофицир најновија жртва серијског убице или имитатора кад се МО поклопи са МО-ом тамошњег серијског убице док Макги и Дилајла морају да се науче компромису пре него што почну да живе заједно. |              |                                |                   |                                                                  |                      |           |                             |
| 289 | 7            | "16 година2                    | Марк Хоровиц      | Брендан Фехили                                                   | 3. новембар 2015.    | 1307      | 17.97                       |
| Екипа МЗИС-а стражује случај убијеног војном поручника-командира у пензији што отвара случај осуђеног убице. Даки је принуђен да открије своје учешће у тајном друштву које решава нерешене случајеве и које је повезано са убиством. |              |                                |                   |                                                                  |                      |           |                             |
| 290 | 8            | "Спаситељи"                    | Тони Вармби       | Скот Вилијамс                                                    | 10. новембар 2015.   | 1308      | 16.68                       |
| Кад су побуњеници у Јужном Судану напали скуп лекара добровољаца, посебни агент Стен Барли моли екипу за помоћ, а Динозо се сусреће са бившом девојком Жан Беноом. Динозо и Мекги путују на место злочина на заједнички случај убиства и отмице, а онда на заједнички случај потраге за несталим лекарима. Кад се Гибс онесвестио, др. Сирил Тафт ради провере да види шта је у питању. Гибс размишља да ли да разговара о томе што му се десило. |              |                                |                   |                                                                  |                      |           |                             |
| 291 | 9            | "Дан на суду"                  | Денис Смит        | Џорџ Шенк и Френк Кардеа                                         | 17. новембар 2015.   | 1309      | 16.59                       |
| Подофицир добровољно долази да му се суди да би скинуо љагу са свог имена ако се екипа МЗИС-а сложи да спроведе своју истрагу након што је његов случај одбачен због лошег налога. Бишопова и Џејк разговарају о својим брачним проблемима пре него што је она открила да је вара. |              |                                |                   |                                                                  |                      |           |                             |
| 292 | 10           | "Рођена браћа"                 | Арвин Браун       | Синопис: Џенифер Корбет Сценарио: Гери Гласберг и Џенифер Корбет | 24. новембар 2015.   | 1310      | 16.19                       |
| Када су двојица браћа морнара који пате од леукемије побијени у току акције, екипа МЗИС-а ради са Форнелом на проналаску јединог преосталог рођака морнара (који је тренутно на тајном задатку у ланцу фалсификатора) и који је потенцијални донор. У међувремену, Бишопова одлази у Оклахому за Дан захвалности након сазнања о Џејковом неверству. |              |                                |                   |                                                                  |                      |           |                             |
| 293 | 11           | "Точак који се окреће"         | Теренс О’Хара     | Стивен Д. Бајндер                                                | 15. децембар 2015.   | 1311      | 15.53                       |
| Кад је Дакија напао човек који тврди да има податке о дакијевом полубрату (који је наводно умро пре много година), екипа МЗИС-а креће у акцију да нађе човека који је одговоран. Бишопова и Џејк се састају да поразговарају о својој будућности. |              |                                |                   |                                                                  |                      |           |                             |
| 294 | 12           | "Сестрински град (1. део)"     | Лесли Либмен      | Кристофер Џ. Вејлд                                               | 5. јануар 2016.      | 1312      | 18.97                       |
| Након што је петоро људи пронађено мртво у току авионског лета, екипа истражује како су умрли. Ипак, случај добија преокрет кад Двејн Прајд позове и открије да је један од путника био Лука Шуто, Ебин брат, оствљјући екипу да сазна не само где је лука, него и да ли је умешан у напад. У међувремену, Тони потврђује да су он и Зои раскинули. |              |                                |                   |                                                                  |                      |           |                             |
| 295 | 13           | "Већ виђено"                   | Роки Керол        | Метју Р. Џарет и Скот Џ. Џарет                                   | 19. јануар 2016.     | 1313      | 17.51                       |
| Након што је војна поручница пронађена у ђубретарцу, екипа оторива уређај за праћењ екоји води до једног Бишоповиног старог случаја о ланцу кријумчарења људи. У међувремену, како мећава бесни, Мекги тражи неко топло место где може да буде. |              |                                |                   |                                                                  |                      |           |                             |
| 296 | 14           | "Притисак"                     | Томас Џ. Врајт    | Брендан Фехили                                                   | 9. фебруар 2016.     | 1314      | 16.94                       |
| Након што је војни возач умро у барокомори, МЗИС мора да сачека четири дана да се у комори смањи притисак, али без времена су принуђени да се ослоне на његове три колеге у комори да добију податке који им требају о возачу - а сва тројица ускоро постају осумњичени када се за возачеву смрт открије да је убиство. |              |                                |                   |                                                                  |                      |           |                             |
| 297 | 15           | "ОИАС"                         | Бетани Руни       | Џенифер Корбет                                                   | 16. фебруар 2016.    | 1315      | 17.34                       |
| ФБИ и МЗИС траже ћерку секретара морнарице након што је отета. специјални агент МЗИС-а Валери Пејџ, Макгијева другарица из детињства, долази да помогне са напредном тактиком са обуке. |              |                                |                   |                                                                  |                      |           |                             |
| 298 | 16           | "Лабави"                       | Алрик Рајли       | Скот Вилијамс                                                    | 23. фебруар 2016.    | 1316      | 17.47                       |
| Након што су сандуци са оружјем украдени из војне базе, истрага екипе ускоро укључује др. Тафта и Џин Беноу-Вудс. Како се Тони суочава са Џин јер случај отвара старе ране, Тафт покушава да наговори Гибса да иде код терапеута. |              |                                |                   |                                                                  |                      |           |                             |
| 299 | 17           | "После радног времена"         | Теренс О’Хара     | Синди Хемингвеј                                                  | 1. март 2016.        | 1317      | 15.44                       |
| Лични планови агената МЗИС-а су прекинути кад је свако од њих приметио грешке у наизглед отвореном и затвореном случају. Такође, Макги и Дилајла се свађају око важности око тога што нису разогварали о послу током вечере док се Динозо досађује на свом састанку са продавачицом. |              |                                |                   |                                                                  |                      |           |                             |
| 300 | 18           | "Нишан"                        | Тони Вармби       | Гери Гласберг и Ђина Лучита Монтреал                             | 15. март 2016.       | 1318      | 15.10                       |
| Након што је амерички пар убијен у Ираку, екипа открива да је исто оружје узето и војничке заседе, а Гибс иде да се нађе са јединим преживелим из акције, колегом војничким снајперистом. |              |                                |                   |                                                                  |                      |           |                             |
| 301 | 19           | "Основане сумње"               | Томас Џ. Врајт    | Џорџ Шенк и Френк Кардеа                                         | 22. март 2016.       | 1319      | 15.90                       |
| Кад је војни новинар пронађен мртав, екипа покушава да открије ко говори истину у својој причи - његова жена или његова љубавница. У међувремену, бескућница тврди да је Динозо ст. њен отац. |              |                                |                   |                                                                  |                      |           |                             |
| 302 | 20           | "Лакрдија"                     | Едвард Орнелас    | Брендан Фехили                                                   | 5. април 2016.       | 1320      | 15.67                       |
| Кад сенатор тврди да га Динизо уцењује, екипа открива да се то десило и другим сенаторима. |              |                                |                   |                                                                  |                      |           |                             |
| 303 | 21           | "Вратити пошиљаоцу (1. део)"   | Лесли Либмен      | Кристофер Џ. Вејлд                                               | 19. април 2016.      | 1321      | 14.80                       |
| Кад је британски чувар пронађен мртав на броду који превози контејнере, екипа ради са Форнелом да пронађе двојицу затвореника који су искористили контејнере да побегну, а један од њих је бивши шпијун МИ6 кога је Форнел ухапсио. У међувремену, Мекги и Бишопова покушавају да открију одакле Тонију паре за његов велелепни стан. Гибс и Форнел касније долазе у Мороуову кућу и проналазе Мороуа мртвог у његовој радној соби јер је Мороу упуцан у главу, а епизода се завршава висећом судбином. |              |                                |                   |                                                                  |                      |           |                             |
| 304 | 22           | "Кућни праг (2. део)"          | Денис Смит        | Ђина Лучита Монтреал и Џенифер Корбет                            | 3. мај 2016.         | 1322      | 14.86                       |
| Након смрти Тома Мороуа, директор Венс прати траг који је оставио Динозо, који је тренутно у Русији јер прати Џејкоба Скота. Венс и агент Форнел путују у Лондон да нађу Џесику Тердеј, агенткињу МИ6 у пензији која је радила на операцији "Удар смреке". У међувремену, Гибс и остатак екипе истражују провалу у кући војника коју је омео његов малолетни син, али касније сумњају да син крије нешто. Епизода се завршава кад је Форнел гадно рањен у заседи у Гибсовој кући. |              |                                |                   |                                                                  |                      |           |                             |
| 305 | 23           | "Мртво слово (3. део)"         | Џејмс Вајтмор мл. | Стивен Д. Бајндер                                                | 10. мај 2016.        | 1323      | 16.04                       |
| Форнел је у преломном стању након заседе у Гибсовој кући. МЗИС ставља све људе са списка за ликвидацију Џејкоба Скота под заштиту сем двоје несталих, обоје бивших агената МЗИС-а. Гибс и екипа успевају да их нађу уз помоћ агента ФБИ-ја Те Монро, агента МИ6 Клејтона Ривса и повратника Трента Корта. Скот се касније сам предаје и тврди да му је смештено за све и да је једина особа која може да докаже да је невин још једна бивша агенткиња МЗИС-а Зива Давид. Испада да је Скот говорио истину и да је Корт прави кривац. Епизода се завршава висећом судбином када је откривено да је сеоска кућа која припада покојном бившем директору Мосада Илају Давиду бомбардована. Претпоставља се да је на том месту последњи пут била Зива. Прва појава Клејтона Ривса. |              |                                |                   |                                                                  |                      |           |                             |
| 306 | 24           | "Прво породица (4. део)"       | Тони Вармби       | Гери Гласберг и Скот Вилијамс                                    | 17. мај 2016.        | 1324      | 18.01                       |
| Након напада на кућу Илаја Давида и смрти Зиве Давид, због кога је екипа МЗИС-а остала сломљена и у жалости, Тони је остао да скупља делиће свог живота док остатак екипе наставља да јури бегунца Трента Корта. Тонијев отац покушава да умири свог сина, али Еби и Мекги свечано посећују Тонија у његовом стану док је он спреман да оде и он схвата да је Зива очигледно умрла у нападу. Скркани Тони је остављен да покупи делове свог живота, а директорка Мосада Орли Елбаз посећује МЗИС да обавести Тонија о његовој ћерки са Зивом за коју никада није знао да постоји која се зове Тали по Зивиној покојној сестри. У почетку, Тони је увређен што му Зива никада није ни рекла за Тали и бори се да нађе упориште као отац, али му на том путу помажу остатак екипе и његов рођени отац. Пошто је екипа пронашла Корта и коначно га убила, Тони посећује Гибса и најављује да ће поднети оставку како би могао да се брине о Тали као самохрани отац, намеравајући да је одведе у Израел да "тражи неке одговоре", а затим у Париз јер "Зива воли Париз", показујући своје уверење да је Зива можда још увек жива јер њено тело никада није пронађено. Затим се опрашта од остатка екипе. Последња појава Ентонија Диноза мл.. |              |                                |                   |                                                                  |                      |           |                             |

## Снимање
Серију је ЦБС обновио за тринаесту сезону у понедељак, 11. маја 2015. Продукција ове сезоне почела је крајем јула. ЦБС је 5. јануара 2016. објавио да Ведерли напушта серију после тринаест сезона. Скоти Томпсон се вратила улози Жан Беное, Тонијеве бивше девојке, у епизодама 8 и 16. Скот Бакула, Лукас Блек, Зои Маклелан и Шалита Грант глуме у унакрсној епизоди са серијом Морнарички истражитељи: Њу Орлеанс „Сестрински град (1. део)“ као посебни агенти МЗИС-а Двејн Прајд, Кристофер Ласејл, Мередит „Мери” Броди и Соња Перси.